# Circonscription d'Ogolechi
La circonscription d'Ogolechi est une des 177 circonscriptions législatives de l'État fédéré Oromia, elle se situe dans la Zone Arsi. Sa représentante actuelle est Yewebdar Amino Torbole.